# Joachim von Winterfeld
Joachim von Winterfeld (* 31. Mai 1873 in Berlin; † 30. März 1934 ebenda) war ein preußischer Offizier und Schriftsteller.

## Leben
Joachim von Winterfeld wurde in ein altes, aber weit über Brandenburg und Pommern verstreutes preußisches Adelsgeschlecht hineingeboren. Sein Vater Carl Ludwig von Winterfeld (1839–1916) war Besitzer zweier florierender Rittergüter: dem alten Familiengut Damerow in der Uckermark und Pätzig in der Neumark (heute Piaseczno bei Trzcińsko-Zdrój in Polen). Auf ersterem verbrachte Joachim seine Kindheit. 1885 ging er an das Gymnasium in Prenzlau.

### Militärische Laufbahn
Nach dem Abitur studierte Winterfeld Jura an der Universität Göttingen, träumte jedoch von einer Militärkarriere. In seinen Schriften offenbart er eine romantische Einstellung zum Soldatenleben, die auch Erfahrungen der Realität des Krieges nicht trüben konnten. Nach drei Jahren durfte er das Studium abbrechen und trat als Offiziersanwärter der Artillerie der Preußischen Armee bei.
Als 1900 der Boxeraufstand in China losbrach, meldete sich der 27-jährige Leutnant freiwillig für das internationale Expeditionskorps. Fast ein Jahr diente er in China und lernte einen großen Teil des Landes kennen. Im Sommer 1901 reiste er während eines längeren Urlaubs über Japan und die Vereinigten Staaten nach Deutschland zurück.
Für Winterfeld war Soldatenleben und Abenteuerlust – durchaus zeittypisch – eng miteinander verschmolzen. So schloss er sich nach nur kurzer Zeit in der Heimat dem nächsten Kolonialabenteuer an, als 1904 in Deutsch-Südwestafrika (das heutige Namibia) der Hereroaufstand ausbrach. Als Kommandeur einer Artillerieeinheit, der „Halbbatterie von Winterfeld“, nahm er an der brutalen Niederschlagung des Aufstandes und dem damit verbundenen Völkermord an den Herero aktiv teil.
1906 kehrte er aufgrund angeschlagener Gesundheit nach Deutschland zurück und lehrte fortan an der Feldartillerie-Schule in Jüterbog. Als 1914 der Erste Weltkrieg ausbrach, kommandierte er zunächst eine Artillerieeinheit in der Offensive gegen Frankreich und war 1915 in Polen und Russland, später wieder an der Westfront eingesetzt. Am Ende des Krieges war er Oberstleutnant und Regimentskommandeur. 1920 nahm er, der als preußischer Junker im Kriegsende, der Novemberrevolution und der Weimarer Republik nur den „Zusammenbruch heiliggehaltener Werte“ sehen konnte, seinen Abschied vom Militär.

### Schriftstellerei
Seine letzten Lebensjahre verbrachte Winterfeld auf dem Familiengut in Damerow, das ihm 1916 nach dem Tod des Vaters als Erbe zugefallen war. 1920 heiratete er Margherita Moser von Filseck, mit der er bis 1926 eine Tochter und drei Söhne hatte.
Neben der Familiengründung widmete er sich seiner Leidenschaft, der Schriftstellerei. Drei Bände mit Gedichten und Prosa erschienen in diesen Jahren: Aus verlorenem Land mit seinen Gedichten aus seiner Zeit in Afrika, Fremde und Heimat mit vor allem autobiografischer Dichtung sowie Wir und unsere Pferde. Seine Werke sind voll von Nostalgie, Soldatenromantik und Heimatverbundenheit und waren zu ihrer Erscheinungszeit sehr populär.
Am 30. März 1934 starb Joachim von Winterfeld 60-jährig in Berlin und wurde auf dem Familienfriedhof in Damerow beigesetzt.

## Schriften
- Aus verlorenem Land: Erinnerungsblätter aus Deutsch-Südwestafrika. Deutsche Verlags-Anstalt, Stuttgart 1922. (2. Aufl.: Bärenreiter-Verlag, Kassel 1938.)
- Fremde und Heimat: Ausgewählte Gedichte. Deutsche Dichter für Jugend und Volk, Bd. 6, Zickfeld, Osterwieck 1926.
- Wir und unsere Pferde: Eine Kriegsfahrt über See (Deutsch-Süd-West-Afrika). Beltz, Langensalza 1933.